# Wojnity
Wojnity (niem. Woynitt) – wieś w Polsce, położona w województwie warmińsko-mazurskim, w powiecie braniewskim, w gminie Pieniężno. Wieś znajduje się w historycznym regionie Warmia.

## Nazwa
1 czerwca 1948 r. nadano miejscowości polską nazwę Wojnity.

## Historia
W latach 1975–1998 miejscowość należała administracyjnie do województwa elbląskiego.